# Classe ATC N
La classe ATC N, dénommée « Système nerveux », est un groupe anatomique de la classification anatomique, thérapeutique et chimique, développée par l'OMS pour classer les médicaments et autres produits médicaux. La classe ATC vétérinaire correspondante dans la classification ATCvet est QN. Le groupe présenté ici est celui établi par l'OMS, et peut donc différer des versions dérivées utilisées dans certains pays.

## N Système nerveux
N01 Anesthésiques
N02 Analgésiques
N03 Antiépileptiques
N04 Anti-parkinsoniens
N05 Psycholeptiques
N06 Psychoanaleptiques
N07 Autres médicaments en relation avec le système nerveux

## ATCvet
La liste des sous-groupes de la classe ATCvet QN correspondante possède un sous-groupe supplémentaire, QN51, dénommé « Produits pour l'euthanasie animale ».